# Pedro Rebolledo
Pour les articles homonymes, voir Rebolledo.
Pedro Rebolledo est un joueur de tennis chilien, né le 17 décembre 1960 à Santiago.

## Palmarès

### Titres en simple messieurs
| No | Date       | Nom et lieu du tournoi                                       | Catégorie | Dotation  | Surface         | Finaliste             | Score         |  |
| -- | ---------- | ------------------------------------------------------------ | --------- | --------- | --------------- | --------------------- | ------------- |  |
| 1  | 25-01-1982 | Chilean Open, Viña del Mar                                   |           | 75 000 $  | Terre (ext.)    | Raúl Ramírez          | 6-4, 3-6, 7-6 |  |
| 2  | 21-11-1983 | Tournoi de tennis de Bahia, Bahia                            |           | 75 000 $  | Moquette (int.) | Julio Goes            | 6-3, 6-3      |  |
| 3  | 10-08-1987 | Campionati Internazionali della Valle d'Aosta, Saint-Vincent |           | 100 000 $ | Terre (ext.)    | Francesco Cancellotti | 7-6, 4-6, 6-3 |  |

### Finales en simple messieurs
| No | Date       | Nom et lieu du tournoi               | Catégorie | Dotation | Surface      | Vainqueur        | Score         |  |
| -- | ---------- | ------------------------------------ | --------- | -------- | ------------ | ---------------- | ------------- |  |
| 1  | 14-09-1981 | Tournoi de tennis de Sicile, Palerme |           | 75 000 $ | Terre (ext.) | Manuel Orantes   | 6-4, 6-0, 6-0 |  |
| 2  | 02-04-1984 | Tournoi de tennis de Bari, Bari      |           | 75 000 $ | Terre (ext.) | Henrik Sundström | 7-5, 6-4      |  |

### Titre en double messieurs
| No | Date       | Nom et lieu du tournoi           | Catégorie | Dotation | Surface      | Partenaire   | Finalistes             | Score    |  |
| -- | ---------- | -------------------------------- | --------- | -------- | ------------ | ------------ | ---------------------- | -------- |  |
| 1  | 01-11-1982 | Tournoi de tennis de Quito Quito |           | 75 000 $ | Terre (ext.) | Jaime Fillol | Egan Adams Rocky Royer | 6-2, 6-3 |  |